# Scopula euphemia
Scopula euphemia är en fjärilsart som beskrevs av Louis Beethoven Prout 1920. Scopula euphemia ingår i släktet Scopula och familjen mätare. Inga underarter finns listade.